# فيلافيرلا
فيلافيرلا (بالإيطالية: Villaverla)‏ هي مدينة في مقاطعة فشنزة بمنطقة فنيتة، شمال إيطاليا.